# Groupe de recherches interdisciplinaires sur les processus d’information et de communication
 (février 2024).
Le Groupe de recherches interdisciplinaires sur les processus d’information et de communication (GRIPIC) est un centre de recherche français spécialisé dans les sciences de l’information et de la communication créé en 1991 par Jean-Baptiste Carpentier. Étroitement lié au CELSA – Sorbonne Université, il est l’un des premiers centres à avoir obtenu l’agrément du Ministère de l’enseignement et de la recherche (statut d’« équipe d’accueil » en 1999), et le seul laboratoire spécialisé en communication à la Sorbonne.

## Partenariats
Le Groupe de recherches est membre de plusieurs Groupements d’intérêt scientifique :
- GIS2if sur l’innovation, l’interdisciplinarité, et la formation (depuis 2018[1])
- GIS Journalisme (depuis 2010, avec le CRAPE (Université de Rennes-I), le CARISM (Université Paris-Panthéon-Assas), et ELICO (Université de Lyon-II))
- réseau AGAP (Alimentation, gastronomie et analyse des pratiques communicationnelles)

Depuis 2024, le Groupe de recherches est membre de l'initiative De Facto, en collaboration avec le laboratoire CARISM (Université de Paris Panthéon-Assas) et le CLEMI. 
Depuis 2018, il participe également au projet de recherche SiRIC Curamus, en particulier pour son axe "Humanités médicales", en collaboration avec l'AP-HP, l'Institut national du cancer (INCa), l’Institut universitaire de cancérologie (IUC), l’Inserm et le CNRS.

## Recherche doctorale
Le GRIPIC est membre de l’École doctorale « Concepts et langages » (ED433) de la Faculté des lettres de Sorbonne-Université. Le GRIPIC participe à la formation doctorale : depuis 1972, ce sont pas moins de 160 thèses qui ont été soutenues, et 20 dossiers d’HDR.

## Fonctionnement et direction
Le laboratoire est composé de membres permanents (enseignants-chercheurs, doctorants financés), de membres associés (chercheurs qui collaborent sur un projet), et de membre du personnel administratif.
Depuis sa création, le GRIPIC a été dirigé par Jean-Baptiste Carpentier (1999), Yves Jeanneret (2000-2007), Emmanuël Souchier (2007-2012), Karine Berthelot-Guiet et Adeline Wrona (co-direction, 2013), Joëlle Le Marec (2018-2021), Sophie Corbillé et Julien Tassel (2021), Pascal Froissart (2022-).
Entre 2001 et 2006, le GRIPIC a fait partie de l’UMR LaLICC (UMR 3981 du CNRS).